# Cassia abbreviata
Espèce
Classification APG III (2009)
Cassia abbreviata est une espèce de plantes à fleurs de la famille des Fabaceae. C'est un arbre originaire d'Afrique australe.

## Répartition
Il est originaire d'Afrique où on le trouve dans toute la moitié sud.

## Description

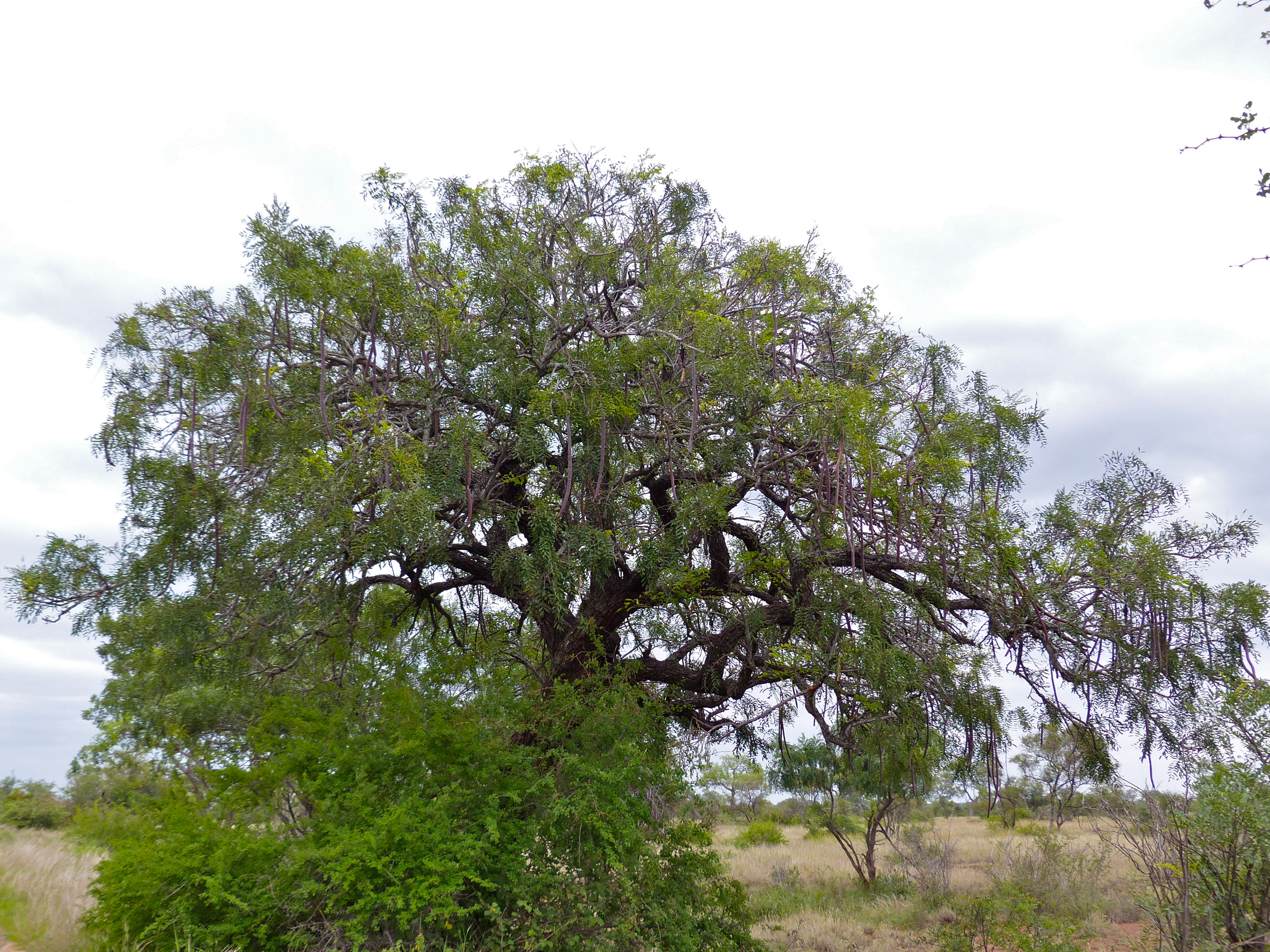
Cassia abbreviata (Parc national Kruger, en Afrique du Sud).

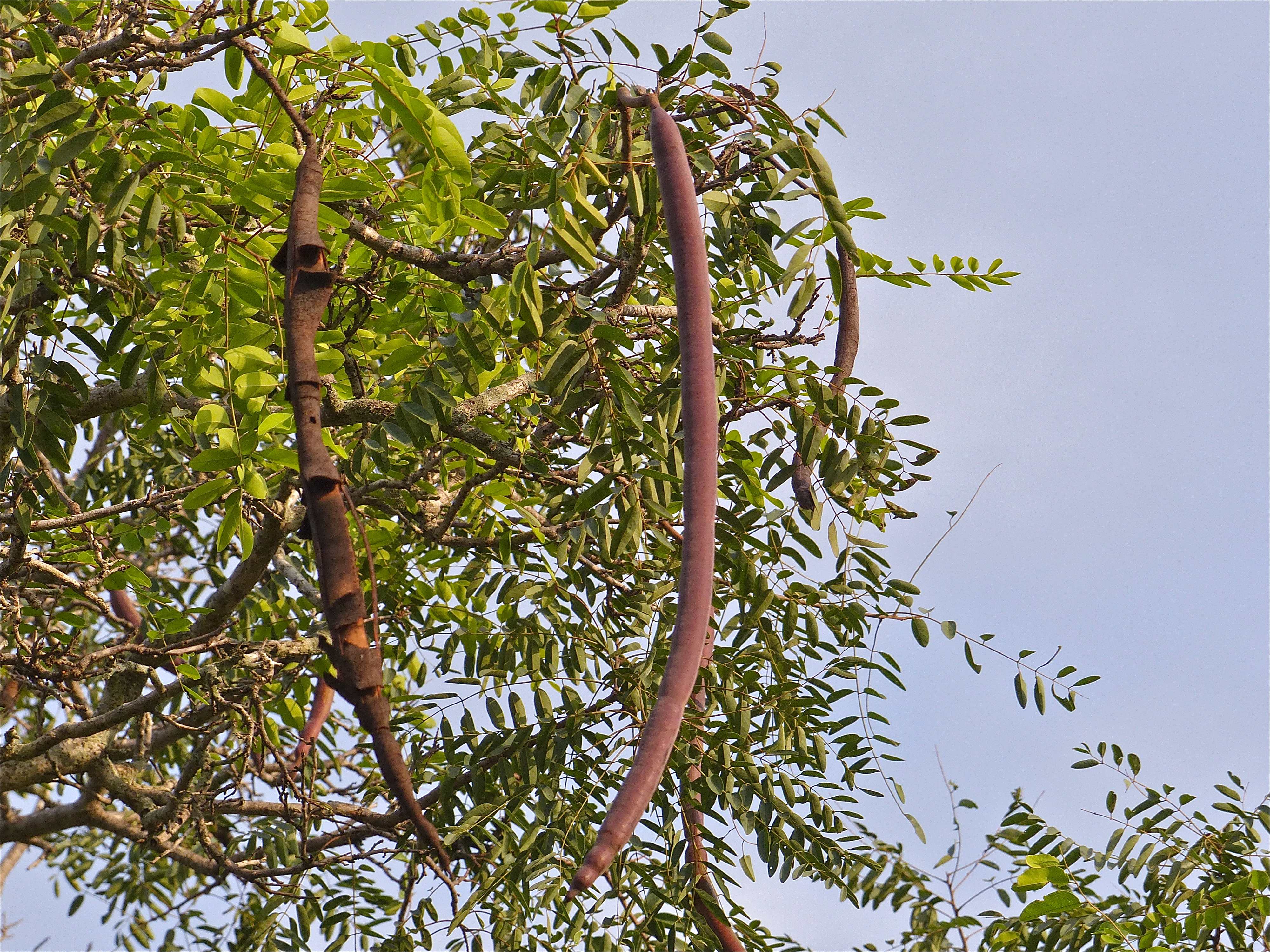
Gousses.

C'est un arbre qui peut atteindre 15 mètres de haut aux feuilles composées pennées et à la floraison jaune utilisé en médecine traditionnelle. Son fruit est une gousse qui peut atteindre 90 cm de long.

## Histoire et utilisations
L'écorce de Cassia abbreviata a de nombreuses propriétés médicinales. Il est très probable qu'elle corresponde à la cannelle et à la casse citées par les auteurs antiques comme Dioscoride ou Pline l'Ancien et utilisées par les anciens Égyptiens. 